# David Bisbal (álbum)
David Bisbal es un álbum de grandes éxitos del cantante español David Bisbal. Fue puesto a la venta en octubre de 2006. Dentro de este recopilatorio se incluyen 2 temas nuevos, más una versión, todos interpretados en inglés: "The sun ain't gonna shine (anymore)", versión de un tema del cantante norteamericano Frankie Valli; "Cry for me" y "Stop loving you"), además de 11 éxitos del artista, incluidos en sus anteriores trabajos ("Ave María", "Dígale", "Lloraré las penas" y "Bulería" son algunos de ellos).
David Bisbal incluye un tema extra con la canción "Let's make history", la balada interpretada a dúo por David Bisbal y Joana Zimmer, que fue sintonía de la televisión pública suiza en los Juegos Olímpicos de invierno de Turín 2006. Aunque en la versión mexicana del álbum esta canción no está incluida, en su lugar aparece "Corazón latino", incluida originalmente en el álbum homónimo.

## Lista de canciones
| N.º | Título                                | Escritor(es)                                                           | Artista Invitado | Duración |  |
| 1.  | «The sun ain't gonna shine (anymore)» | Bob Crewe / Bob Gaudio - Adaptación: Augusto Algueró                   |                  | 3:15     |  |
| 2.  | «Me derrumbo (Crumbling)»             | Jess Cates / Aarón Benward - Adaptación: David Bisbal / Felipe Pedroso |                  | 4:09     |  |
| 3.  | «Oye el boom»                         | Kike Santander                                                         |                  | 3:29     |  |
| 4.  | «Bulería»                             | Kike Santander / Gustavo Santander                                     |                  | 4:14     |  |
| 5.  | «Dígale»                              | Gustavo Santander / Christian Leuzzi                                   |                  | 4:26     |  |
| 6.  | «Cry for me»                          | Mark Taylor / Jeff Taylor / Tim Woodcock                               |                  | 3:34     |  |
| 7.  | «Quiero perderme en tu cuerpo»        | Kike Santander                                                         |                  | 3:58     |  |
| 8.  | «Lloraré las penas»                   | José Miguel Velásquez / Rayito                                         |                  | 4:02     |  |
| 9.  | «Esta ausencia»                       | Kike Santander                                                         |                  | 4:38     |  |
| 10. | «Desnúdate mujer»                     | David Bisbal / José Miguel Velásquez                                   |                  | 4:44     |  |
| 11. | «Cómo olvidar»                        | José Miguel Velásquez / Antonio Rayo                                   |                  | 4:33     |  |
| 12. | «Fuiste mía»                          | José Gaviria / Ximena Muñoz / Bernardo Ossa                            |                  | 4:05     |  |
| 13. | «Ave María»                           | Kike Santander / Gustavo Santander                                     |                  | 3:33     |  |
| 14. | «Stop loving you»                     | Mark Reid / Cliff Masterson                                            |                  | 3:39     |  |
| 15. | «Let's make history (Bonus track)»    | Martin Frainer / Petra Bonmassar / Ina Wolf                            | Joana Zimmer     | 3:41     |  |

### Temas inéditos
- "Crumbling ("Me derrumbo" versión en "inglés")" (Jess Clayton Cates / Aaron Jeoffrey Benward) -->  Canción que finalmente no entró en el disco "David Bisbal - Edición europea" siendo añadida posteriormente en uno de los CD de "Premonición live".

- "Bum Bum Bum ("Oye el boom" versión en "portugués")" (Kike Santander / César Lemos) -->  Canción que finalmente no entró en el disco "David Bisbal - Edición europea" siendo añadida posteriormente en uno de los CD de "Premonición live".

- "Profundo ("Me derrumbo" versión en "portugués")" (Jess Clayton Cates / Aaron Jeoffrey Benward / César Lemos) -->  Canción que finalmente no entró en el disco "David Bisbal - Edición europea" siendo añadida posteriormente en uno de los CD de "Premonición live".

- "Hear the boom ("Oye el boom" versión en "inglés")" (Kike Santander / Anjeanette Chirino) -->  Canción que finalmente no entró en el disco "David Bisbal - Edición europea" siendo añadida posteriormente en uno de los CD de "Premonición live".